# Gora Perevoshchikova
Gora Perevoshchikova är ett berg i Antarktis. Det ligger i Östantarktis. Australien gör anspråk på området. Toppen på Gora Perevoshchikova är 1 124 meter över havet.
Terrängen runt Gora Perevoshchikova är platt åt nordväst, men åt sydost är den kuperad. Terrängen runt Gora Perevoshchikova sluttar brant österut. Trakten är obefolkad. Det finns inga samhällen i närheten.